# Red Meat

Red Meat est un comic strip commencé en 1989 par Max Cannon. Il apparaît dans de nombreux médias alternatifs et journaux universitaires aux États-Unis et dans d'autres pays. Depuis 1996, Red Meat peut être lu sur le web.
Red Meat est traduit en français par Phiip sur le portail Lapin.